# Női kosárlabda-Európa-bajnokság
A női kosárlabda-Európa-bajnokság az Európai Kosárlabda-szövetség (FIBA Europe) szervezésében, minden páratlan évben, kétévente megrendezésre kerülő nemzetközi kosárlabdatorna. Ezek a tornák kvalifikációs versenynek is minősülnek az olimpiára, illetve a világbajnokságra.
Az első női kosárlabda Eb-t 1938-ban rendezték. 1981 óta kétévente rendezik, a férfi Eb-vel azonos évben.

## Érmesek
Az egykori Szovjetunió 21-szer nyerte meg a Eb-t, ebből 1960 és 1991 között egymás után 17-szer. A Szovjetunió 1991-es felbomlása óta az utódállam Oroszország 3-szor, a spanyolok és a franciák 2-szer nyerték meg a tornát.
A magyar válogatott 1950-ben és 1956-ban volt ezüstérmes. 1952-ben, 1983-ban, 1985-ben, 1987-ben és 1991-ben bronzérmet szerzett.
Megjegyzés
- „Körmérkőzés” – a tornán a döntő körmérkőzéses rendszerből állt

| Év   | Helyszín                                             | Döntő           | Döntő       | Döntő           | Bronzmérkőzés      | Bronzmérkőzés | Bronzmérkőzés      |
| Év   | Helyszín                                             | Aranyérmes      | Eredmény    | Ezüstérmes      | Bronzérmes         | Eredmény      | Negyedik helyezett |
| ---- | ---------------------------------------------------- | --------------- | ----------- | --------------- | ------------------ | ------------- | ------------------ |
| 1938 | · Olaszország                                        | · Olaszország   | körmérkőzés | · Litvánia      | · Lengyelország    | körmérkőzés   | · Franciaország    |
| 1950 | · Magyarország                                       | · Szovjetunió   | körmérkőzés | · Magyarország  | · Csehszlovákia    | körmérkőzés   | · Franciaország    |
| 1952 | · Szovjetunió                                        | · Szovjetunió   | körmérkőzés | · Csehszlovákia | · Magyarország     | körmérkőzés   | · Bulgária         |
| 1954 | · Jugoszlávia                                        | · Szovjetunió   | körmérkőzés | · Csehszlovákia | · Bulgária         | körmérkőzés   | · Magyarország     |
| 1956 | · Csehszlovákia                                      | · Szovjetunió   | 49–41       | · Magyarország  | · Csehszlovákia    | 91–60         | · Bulgária         |
| 1958 | · Lengyelország                                      | · Bulgária      | körmérkőzés | · Szovjetunió   | · Csehszlovákia    | körmérkőzés   | · Jugoszlávia      |
| 1960 | · Bulgária                                           | · Szovjetunió   | körmérkőzés | · Bulgária      | · Csehszlovákia    | körmérkőzés   | · Lengyelország    |
| 1962 | · Franciaország                                      | · Szovjetunió   | 63–46       | · Csehszlovákia | · Bulgária         | 48–36         | · Románia          |
| 1964 | · Magyarország                                       | · Szovjetunió   | 55–53       | · Bulgária      | · Csehszlovákia    | 68–47         | · Románia          |
| 1966 | · Románia                                            | · Szovjetunió   | 74–66       | · Csehszlovákia | · NDK              | 65–60         | · Románia          |
| 1968 | · Olaszország                                        | · Szovjetunió   | körmérkőzés | · Jugoszlávia   | · Lengyelország    | körmérkőzés   | · NDK              |
| 1970 | · Hollandia                                          | · Szovjetunió   | 94–33       | · Franciaország | · Jugoszlávia      | 77–66         | Bulgária           |
| 1972 | · Bulgária                                           | · Szovjetunió   | körmérkőzés | · Bulgária      | · Csehszlovákia    | körmérkőzés   | · Franciaország    |
| 1974 | · Olaszország                                        | · Szovjetunió   | körmérkőzés | · Csehszlovákia | · Olaszország      | körmérkőzés   | · Magyarország     |
| 1976 | · Franciaország                                      | · Szovjetunió   | körmérkőzés | · Csehszlovákia | · Bulgária         | körmérkőzés   | · Franciaország    |
| 1978 | · Lengyelország                                      | · Szovjetunió   | körmérkőzés | · Jugoszlávia   | · Csehszlovákia    | körmérkőzés   | · Franciaország    |
| 1980 | · Jugoszlávia                                        | · Szovjetunió   | 95–49       | · Lengyelország | · Jugoszlávia      | 61–57         | · Csehszlovákia    |
| 1981 | · Olaszország                                        | · Szovjetunió   | 85–42       | · Lengyelország | · Csehszlovákia    | 76–74         | · Jugoszlávia      |
| 1983 | · Magyarország                                       | · Szovjetunió   | 91–70       | · Bulgária      | · Magyarország     | 82–79         | · Jugoszlávia      |
| 1985 | · Olaszország                                        | · Szovjetunió   | 103–69      | · Bulgária      | · Magyarország     | 103–76        | · Csehszlovákia    |
| 1987 | · Spanyolország                                      | · Szovjetunió   | 83–73       | · Jugoszlávia   | · Magyarország     | 75–67         | · Csehszlovákia    |
| 1989 | · Bulgária                                           | · Szovjetunió   | 64–61       | · Csehszlovákia | · Bulgária         | 79–69         | · Jugoszlávia      |
| 1991 | · Izrael                                             | · Szovjetunió   | 97–84       | · Jugoszlávia   | · Magyarország     | 65–61         | · Bulgária         |
| 1993 | · Olaszország                                        | · Spanyolország | 63–53       | · Franciaország | · Szlovákia        | 68–67         | · Olaszország      |
| 1995 | · Csehország                                         | · Ukrajna       | 77–66       | · Olaszország   | · Oroszország      | 69–50         | · Szlovákia        |
| 1997 | · Magyarország                                       | · Litvánia      | 72–62       | · Szlovákia     | · Németország      | 86–61         | · Magyarország     |
| 1999 | · Lengyelország                                      | · Lengyelország | 59–56       | · Franciaország | · Oroszország      | 78–49         | · Szlovákia        |
| 2001 | · Franciaország                                      | · Franciaország | 73–68       | · Oroszország   | · Spanyolország    | 89–74         | · Litvánia         |
| 2003 | · Görögország                                        | · Oroszország   | 59–56       | · Csehország    | · Spanyolország    | 87–81         | · Lengyelország    |
| 2005 | · Törökország                                        | · Csehország    | 72–70       | · Oroszország   | · Spanyolország    | 83–65         | · Litvánia         |
| 2007 | · Olaszország                                        | · Oroszország   | 74–68       | · Spanyolország | · Fehéroroszország | 72–63         | · Lettország       |
| 2009 | · Lettország                                         | · Franciaország | 57–53       | · Oroszország   | · Spanyolország    | 63–56         | · Fehéroroszország |
| 2011 | · Lengyelország                                      | · Oroszország   | 59–42       | · Törökország   | · Franciaország    | 63–56         | · Csehország       |
| 2013 | · Franciaország                                      | · Spanyolország | 70–69       | · Franciaország | · Törökország      | 92–71         | · Szerbia          |
| 2015 | · Magyarország · Románia                             | · Szerbia       | 76–68       | · Franciaország | · Spanyolország    | 74–58         | · Fehéroroszország |
| 2017 | · Csehország                                         | · Spanyolország | 71–55       | · Franciaország | · Belgium          | 78–45         | · Görögország      |
| 2019 | · Szerbia · Lettország                               | · Spanyolország | 86–66       | · Franciaország | · Szerbia          | 81–55         | · Nagy-Britannia   |
| 2021 | · Franciaország · Spanyolország                      | · Szerbia       | 63–54       | · Franciaország | · Belgium          | 77–69         | · Fehéroroszország |
| 2023 | · Izrael · Szlovénia                                 | · Belgium       | 64–58       | · Spanyolország | · Franciaország    | 82–68         | · Magyarország     |
| 2025 | Görögország · Csehország · Németország · Olaszország | · Belgium       | 67–65       | · Spanyolország | · Olaszország      | –             | · Franciaország    |
| 2027 | Litvánia · Belgium · Svédország · Finnország         | · [[\|]]        | –           | · [[\|]]        | · [[\|]]           | –             | · [[\|]]           |

## Éremtáblázat
Az alábbi táblázat az 1938–2023-ig megrendezett női kosárlabda-Európa-bajnokságokon érmet nyert csapatokat tartalmazza.
| Helyezés | Ország           | Arany | Ezüst | Bronz | Összesen |
| 1.       | Szovjetunió      | 21    | 1     | 0     | 22       |
| 2.       | Spanyolország    | 4     | 2     | 5     | 11       |
| 3.       | Oroszország      | 3     | 3     | 2     | 8        |
| 4.       | Franciaország    | 2     | 8     | 2     | 12       |
| 5.       | Szerbia          | 2     | 0     | 1     | 3        |
| 6.       | Bulgária         | 1     | 5     | 4     | 10       |
| 7.       | Lengyelország    | 1     | 2     | 2     | 5        |
| 8.       | Olaszország      | 1     | 1     | 1     | 3        |
| 9.       | Litvánia         | 1     | 1     | 0     | 2        |
| 9.       | Csehország       | 1     | 1     | 0     | 2        |
| 11.      | Belgium          | 1     | 0     | 2     | 3        |
| 12.      | Ukrajna          | 1     | 0     | 0     | 1        |
| 13.      | Csehszlovákia    | 0     | 7     | 8     | 15       |
| 14.      | Jugoszlávia      | 0     | 4     | 2     | 6        |
| 15.      | Magyarország     | 0     | 2     | 5     | 7        |
| 16.      | Szlovákia        | 0     | 1     | 1     | 2        |
| 16.      | Törökország      | 0     | 1     | 1     | 2        |
| 18.      | NDK              | 0     | 0     | 1     | 1        |
| 18.      | Németország      | 0     | 0     | 1     | 1        |
| 18.      | Fehéroroszország | 0     | 0     | 1     | 1        |
|          |                  |       |       |       |          |
| Összesen | Összesen         | 39    | 39    | 39    | 117      |